# یوناگونید (اوکیناوا)
یوناگونی، اوکیناوا (به لاتین: Yonaguni, Okinawa) یک منطقهٔ مسکونی در ژاپن است که در استان اوکیناوا واقع شده‌است. یوناگونی ۲٬۰۴۸ نفر جمعیت دارد.

## نگارخانه

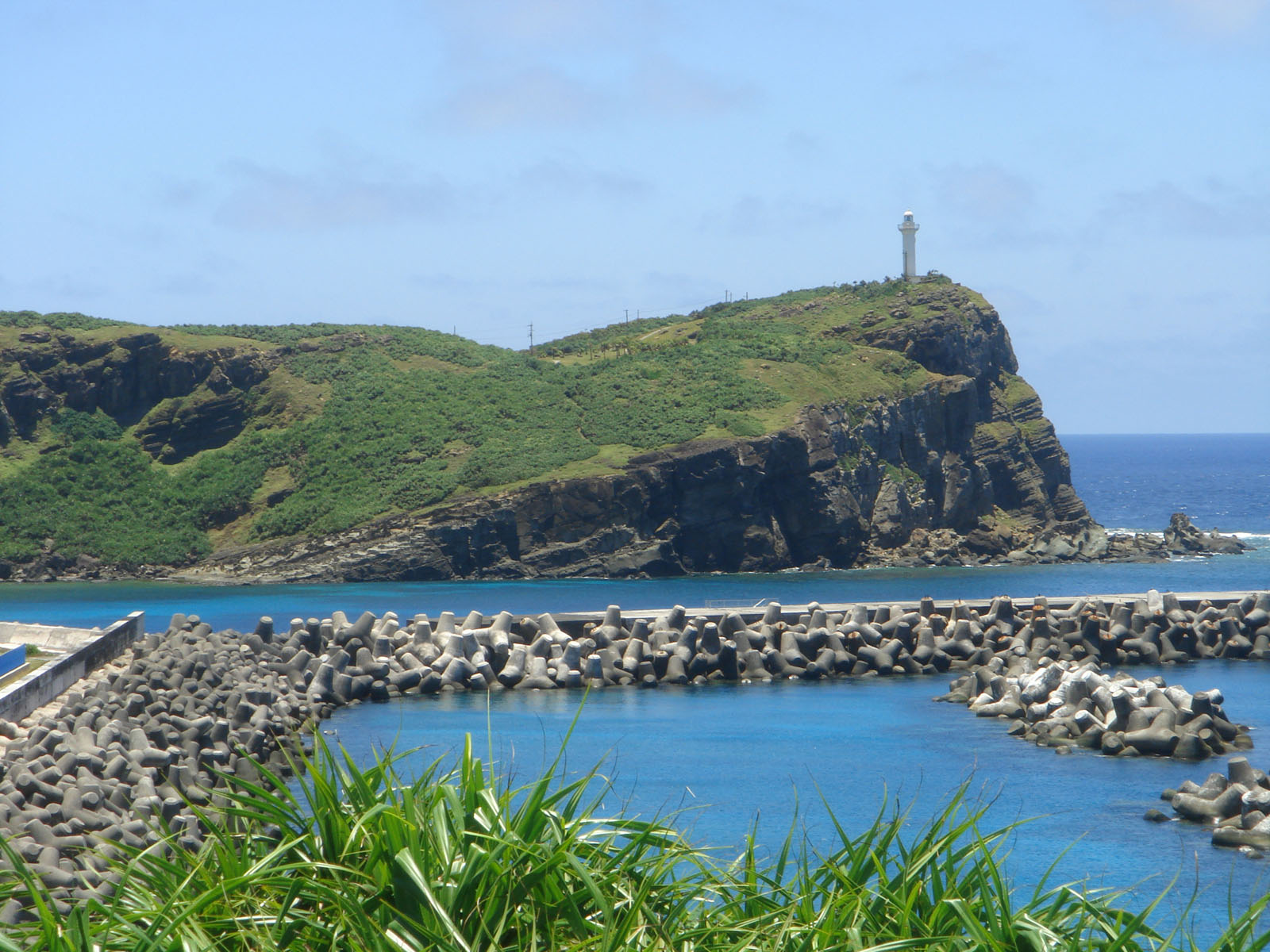
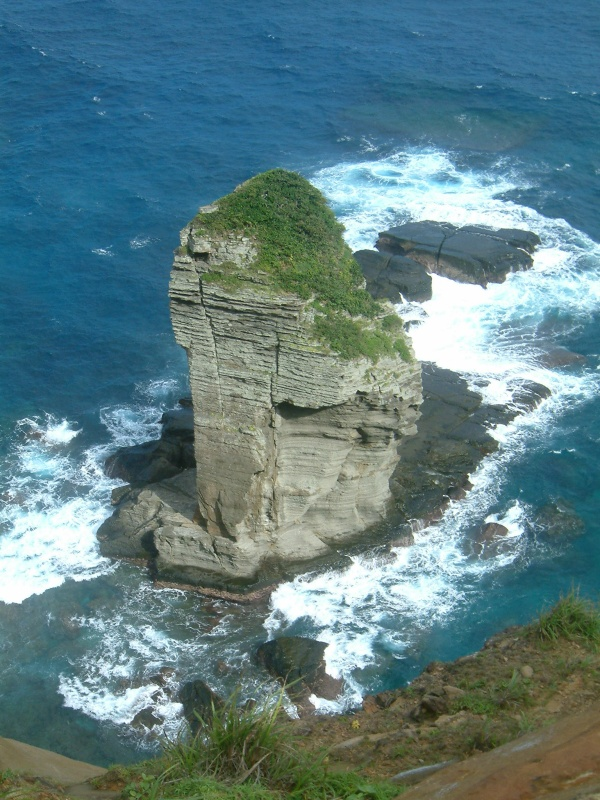
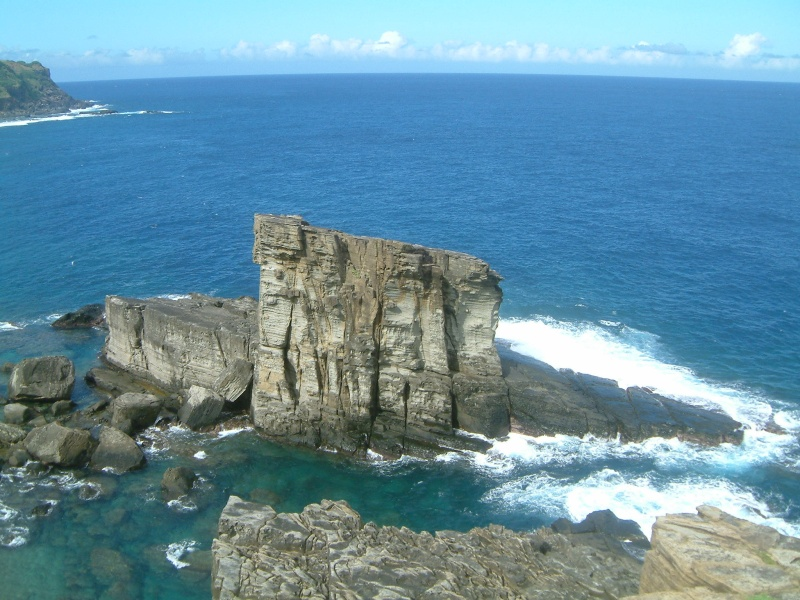
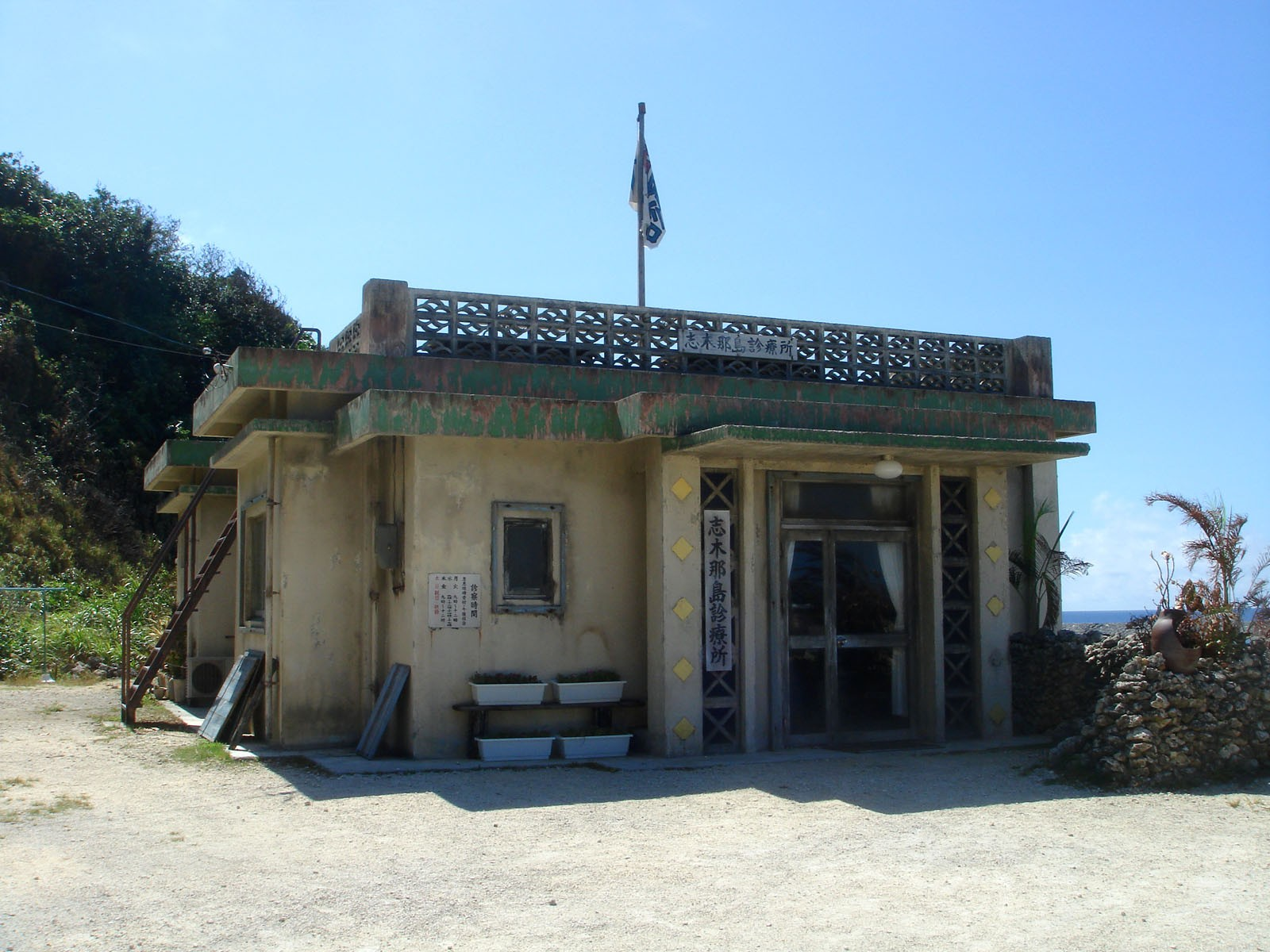